# Жени Божинова
Жени Кирилова Божинова е българска актриса.
Родена е в град Плевен на 7 март 1931 г. Завършва актьорско майсторство през 1952 г. в ДВТУ (днес ВИТИЗ „Кръстьо Сарафов“) в класа на професор Стефан Сърчаджиев. Работила е в Народен театър „Иван Вазов“ в София. Член на САБ.

## Награди и отличия
- Заслужил артист (1967)
- II награда – майстор на естрадното изкуство

## Театрални роли
- „Под игото“ – Рада
- „Салемските вещици“

## Филмография
- Призори (1961) – Надя
- Легенда за любовта (1957) – Мехмене Бану
- Точка първа (1956) – майката на Веска
- Това се случи на улицата (1955) – Райна
- Героите на Шипка (1955) България / СССР – Бойка
- Утро над родината (1951) – Надя